# Villino Folchi
Villino Folchi è un piccolo edificio in stile eclettico che si trova in via Marche, nell'isolato tra via Sicilia e via Boncompagni, a Roma, nel rione Ludovisi.
È stato costruito negli anni 1890 da Giovanni Battista Giovenale per monsignor Enrico Folchi. Ospita la sede dello studio legale internazionale Hogan Lovells.
All'interno alcune sale del piano terreno sono state decorate da artisti come Giovanni Capranesi e Gioacchino Pagliei.